# Grotta di San Michele Arcangelo (Olevano sul Tusciano)
La grotta di San Michele Arcangelo è una cavità naturale situata sul versante occidentale del Monte Raione nel comune di Olevano sul Tusciano in provincia di Salerno. Al suo interno è ubicato un complesso religioso del IX-X secolo.

## La grotta
L'ingresso della cavità è situato su un costone calcareo del monte, posto a ridosso del fiume Tusciano. Vi si accede attraverso due sentieri : uno inizia dalla frazione Ariano e l'altro inizia dalla frazione Salitto. I due sentieri si congiungono poco prima della grotta, terminando con una scalinata.

## Il complesso religioso
La particolarità del sito è la presenza al suo interno di una struttura religiosa complessa e di particolare rilevanza storica, composta da cinque edifici di notevole pregio denominati martyrion, una Basilica ad aula unica con affreschi di epoca longobarda, due edicole votive con cortile, una chiesa e un oratorio.